# 赵晓卉
赵晓卉（1994年—），中国大陆女性工厂职员、脱口秀演员，现经纪公司为笑果文化，同时供职于广汽乘用车。2019年，其参加了腾讯视频选秀节目《脱口秀大会2》，由此获得关注。

## 生平
赵晓卉出生于中国山西省朔州市的一个工人家庭。完成高中学业后，因为填报志愿时的失误而不得不复读一年，之后在父母的要求下选择了机械类专业作为大学就读专业。2017年，赵晓卉完成了吉林大学工业工程专业的本科学业，随后曾向笑果文化申请过运营类岗位，但未果；最终，入职广汽乘用车，并在实习期结束后被派往负责与ISO9001相关的工作的岗位。
2018年3月，赵晓卉报名参加了笑果文化的艺员选拔活动，并获得了线下选拔的参与资格；线下选拔结束后，在笑果公司的脱口秀俱乐部做了一段时间的兼职，并在当年6月参加了该司于上海举办的短期训练课。结课后，返回广州继续工作，并会在周末于中山三路的一间咖啡厅对着顾客练习脱口秀。
2019年7月，赵晓卉参加了腾讯视频的脱口秀选秀节目《脱口秀大会2》，于第二集节目首次登场表演。在这集节目中，她于观众投票环节获得163票，并因此成为当集节目的“爆梗王”。而在整个积分赛阶段的节目中，其表现先后得到了节目评审李诞、于谦的肯定，并逐渐引发了公众的关注。该阶段结束后，她以第七名的成绩进入半决赛，并成为入围者中唯一的新人及非全职脱口秀演员。半决赛阶段，她在“车轮战”环节负于卡姆，并因此被淘汰。节目结束后，她获得了更多的脱口秀表演机会，有时甚至需要去其他城市演出；另外，她虽然在节目结束后继续从事车间生产工作，但不久之后就被安排转任公司的办公室预算员。
2020年1月22日，赵晓卉参加了安徽卫视春节联欢晚会，表演以“过年”为主题的脱口秀。7月，其再次参加《脱口秀大会3》，虽然在淘汰赛阶段遭到淘汰，但其发表的淘汰感言令其再次获得了大量关注。11月9日，她在“粤读点亮人生”2020年广东省职工书屋建设暨书香企业学习宣传活动成果发布仪式发表了主旨演讲，并被广东省总工会聘为广东省职工书屋公益代言人。20日，参与了2020年“读懂中国”国际会议（广州）之“美食，让我们读懂中国”故事会。12月1日，与白小白参与了小米手机举办的“总裁脱口秀”直播活动。
2022年8月31日腾讯视频播出的脱口秀大会第五季第一集下中，赵晓卉在与ROCK PK晋级之后表示退赛，原因是想专心工作，所以决定不再继续比赛 。
2023年1月除夕之夜，赵晓卉与另外三位脱口秀演员在中央广播电视总台春节联欢晚会共同表演脱口秀节目《给我一分钟》。

## 作品及演艺记录

### 参演节目
| 播放时间               | 名称                             | 播放平台   | 参考及备注 |
| ---------------------- | -------------------------------- | ---------- | ---------- |
| 2019年7月28日－9月15日 | 《脱口秀大会2》                  | 腾讯视频   | [ 2 ]      |
| 2020年7月22日－9月2日  | 《脱口秀大会3》                  | 腾讯视频   |            |
| 2020年12月6日、13日    | 《蜜食记6》                      | 安徽卫视   |            |
| 2021年                 | 《脱口秀大会4》                  | 腾讯视频   |            |
| 2022年8月31日          | 《脱口秀大会5》                  | 腾讯视频   |            |
| 2023年1月              | 《中央广播电视总台春节联欢晚会》 | 中央电视台 | [ 12 ]     |

## 注解
1. ↑  由引文“关于以后的脱口秀规划，这个26岁的女孩没想太多”一句可推得其生于1994年。